# سودرکولای شرقی
سودرکولای شرقی (به سوئدی: Östra Söderkulla) یک منطقهٔ مسکونی در سوئد است که در Malmö Municipality واقع شده‌است. سودرکولای شرقی ۱٬۱۳۸ نفر جمعیت دارد.